# David Gilbert (snooker)
David Gilbert, angleški igralec snookerja, * 12. junij 1981, Derby, Anglija.

## Kariera
Gilbert se je uvrstil v šestnajstino finala na treh jakostnih turnirjih, preden je posegel po višji uvrstitvi na jakostnih turnirjih. Prvič je bilo to na Svetovnem prvenstvu 2007, na katerem se je prebil v prvi krog, v katerem je proti drugemu nosilcu, Stephenu Hendryju, že vodil s 5-1, a nato izgubil z izidom 7-10. Tik pred dvobojem s Hendryjem je sicer Gilbert izvedel, da so njegovi materi Joan diagnostificirali raka dojke. Raka je kasneje premagala. Za uvrstitev na glavni del prvenstva je moral Gilbert izločiti Alfieja Burdena, Gerarda Greena in Marka Kinga.
Druga dva jakostna turnirja, na katerih se je uvrstil med najboljših 32 igralcev, sta bila Welsh Open 2007 in Grand Prix 2008. Na Welsh Openu se je prebil skozi dva kroga kvalifikacij in nato v prvem krogu izločil Jamesa Wattanaja. Zatem ga je porazil Steve Davis s 5-0.  Na Grand Prixju se je vnovič srečal s Hendryjem in vnovič izgubil, tokrat tesneje, z rezultatom 4-5.
Korak višje je Gilbertu uspel na turnirju Welsh Open 2009, na katerem je porazil Marka Williamsa in Joeja Perryja, nakar ga je v osmini finala s 5-1 odpravil Mark Selby.

## Zasebno življenje
Gilbert često pomaga očetu na farmi krompirja.
V preteklosti je delal tudi kot gozdar.